# Ormstugumyran
Ormstugumyran är en myr i Örnsköldsviks kommun.
Ormstugumyran är 1,3 km lång och cirka 80 meter bred och sträcker sig från nordväst till sydöst längs en försänkning mellan Kvarntjärnberget i väster och Västerberget / Lillberget i öster. Från myren rinner två bäckar med inofficiella namn. Norrvästerbäcken rinner mot nordväst och förenar sig med Holmsjöbäcken. Västerbäcken rinner åt syd och sydost och förenar sig med Lägstaån. Myren är dikad så att vattnet ska rinna åt det ena hållet, eller åt det andra. Vid norra delen av myren fanns mellan åren 1914 och 1943 kronotorpet Myre. Av det återstår numera endast några delvis igenvuxna åkerlappar och en stengärdsgård.
Ormstugumyran ligget en dryg km väster om det mer kända naturreservatet Vändåtberget.

## Bildgalleri

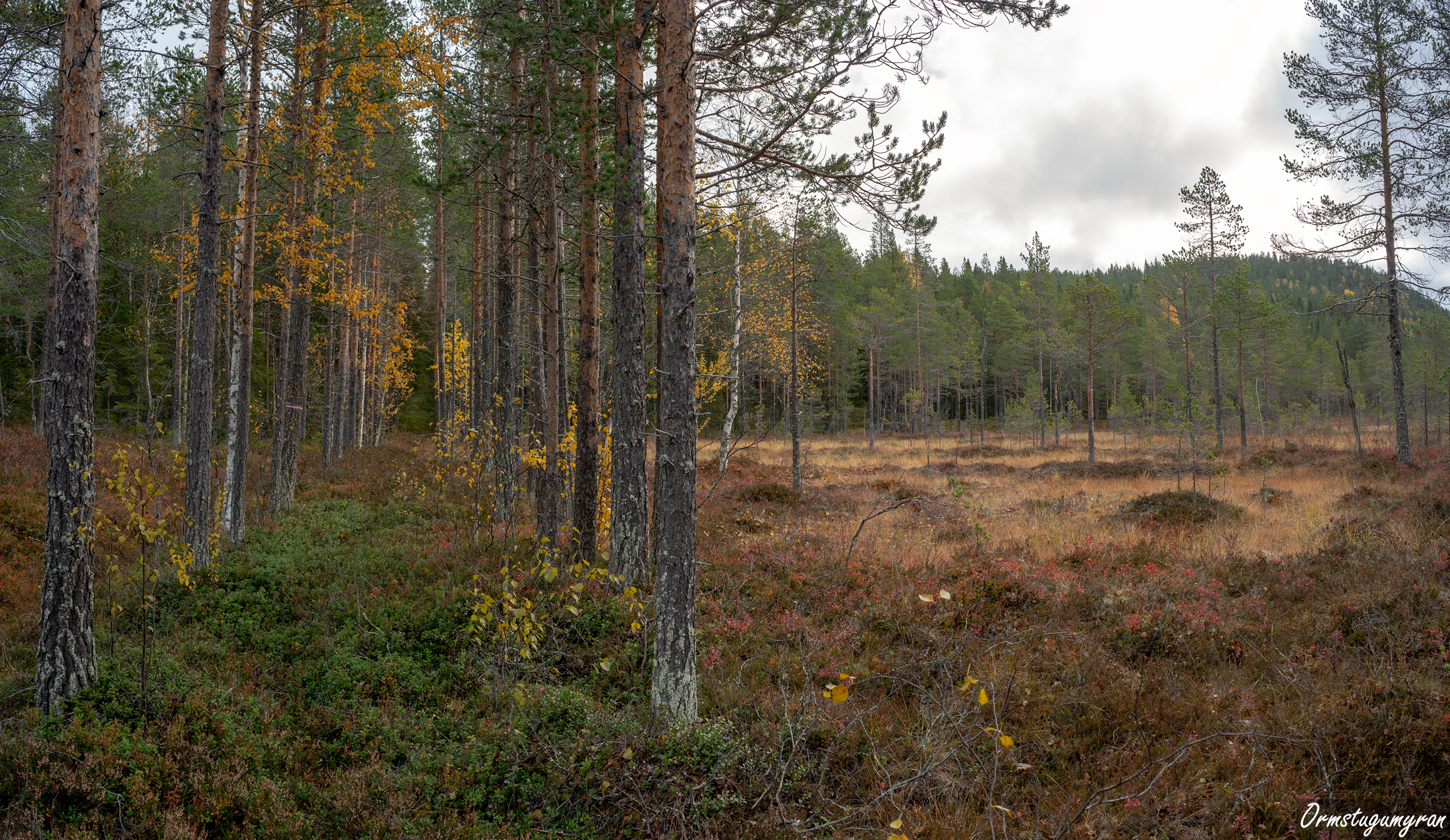
Gångvägen tvärs över Ormstugumyran som folket på Myre gjorde i ordning.